# Torben Grael
Torben Schmidt Grael (São Paulo, 22 de julho de 1960) é um dos principais iatistas brasileiros, com lugar de destaque no cenário internacional. Participou de seis edições dos Jogos Olímpicos, só não subindo ao pódio em 1992, com direito a dois títulos ao lado de Marcelo Ferreira. Grael, Robert Scheidt e Rebeca Andrade são os únicos brasileiros com 5 medalhas olímpicas.
Descendente de dinamarqueses, foi levado a velejar a partir dos cinco anos de idade pelo avô no barco Aileen, da extinta classe 6 m, que foi o barco usado por três velejadores dinamarqueses na conquista da prata nos Jogos Olímpicos de Verão de 1912 em Estocolmo. Começou a velejar com seu irmão Lars Grael, também medalhista olímpico, na baía da Guanabara, quando foi morar, ainda pequeno em Niterói, cidade em que seu irmão Axel Schmidt Grael tornou-se prefeito pelo PDT (Partido Democrático Trabalhista) em 2020. Inicialmente competiam sob o sobrenome materno Schmidt, para seguir o legado dos tios campeões mundiais de vela Erick e Axel Schmidt. Depois de sofrerem maus resultados, passaram a usar Grael para evitar comparações.
É casado com a veterinária e velejadora Andrea Soffiatti, que conheceu disputando regatas. Seus dois filhos, Marco e Martine Grael, seguiram sua carreira na vela, com Martine também sendo bicampeã olímpica.

## America's Cup
Tático a bordo do barco italiano Luna Rossa do sindicato italiano Prada, foi um dos responsáveis pela conquista da Louis Vuitton Cup em 2000, mas perderam a final da America's Cup para o New Zealand de Peter Blake. Dois anos mais tarde voltou ao Prada mas não passou para a final.
Em 2007, Torben se juntou novamente à tripulação do Luna Rossa do Luna Rossa Challenge  para nova disputa da Louis Vuitton Cup em Valência. Chegaram à final, perdendo para o barco Emirates Team New Zealand, que  disputou e perdeu para o barco Alinghi a posse da America's Cup.

## Volvo Ocean Race

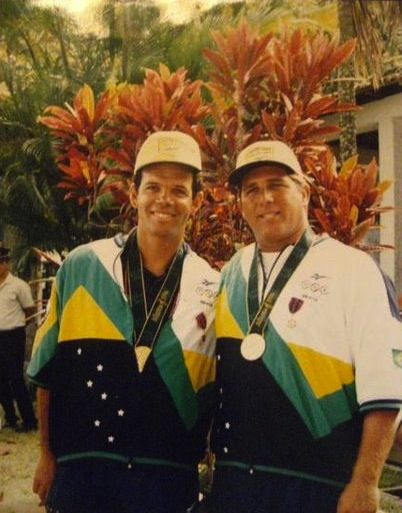
Torben e Marcelo Ferreira com a medalha de ouro dos Jogos Olímpicos de Atlanta

Depois das vitórias olímpicas e do bom desempenho na América's Cup, Torben Grael obteve um bom resultado na Volvo Ocean Race 2006 (antiga Whitbread), regata de volta ao mundo, com 57 mil quilômetros em barcos da classe open 70. Com bom desempenho na descida do Oceano Atlântico, o barco Brasil 1 teve problemas com a quebra do mastro no Oceano Índico. Mas recuperado, o veleiro teve bom desempenho na etapa do Cabo Horn, chegando ao Rio de Janeiro na quinta colocação da regata. Na subida para Baltimore, nos Estados Unidos, passou na quinta posição pelo arquipélago de Fernando de Noronha e, apesar de enfrentar calmaria, conseguiu chegar na quarta colocação. Largou para Nova Iorque em 7 de maio de 2006 chegando 48 horas depois em terceiro lugar, nesta que foi a menor perna da competição. Em 11 de maio largaram para Portsmouth , Inglaterra , na perigosa travessia do Atlântico norte, chegando em 21 de maio na quarta colocação. Em 2 de junho saíram para Roterdam, mas o regulamento não permite uma rota direta pelo Canal da Mancha, obrigando contornar a ilha pelo norte da Escócia. Foi a primeira vitória do Brasil 1, chegando pouco mais de três minutos antes do ABN One, líder geral da competição. Na última perna da competição, saindo em 15 de junho para Gotemburgo, onde chegaram após apenas dois dias, ficando em terceiro na classificação da perna e final da regata.
Foi o comandante da equipe sueca Ericsson 4 na  regata volta ao mundo 2008/2009, com partida em outubro de 2008 de Alicante, Espanha e chegada em São Petersburgo em 27 de junho de 2009. Durante a primeira perna da regata estabeleceu novo recorde de distância percorrida, quebrando pela primeira vez a marca de 600 milhas (mais de 1 100 km) em 24 horas. e chegando em primeiro à Cidade do Cabo. O Ericsson 4 foi o vencedor geral da competição.